# 鯉明水體育團
鯉明水體育團 （朝鲜语：／）是一家朝鲜体育团体，下辖足球队，位于黄海北道的首府沙里院市。尽管其从未赢得过朝鲜足球聯賽冠军，鯉明水为2005年國際足協U-17世界錦標賽提供了四名球员，为2007年國際足協U-20世界盃提供了五位球员，超过了任何其他的朝鲜足球俱乐部。

## 球員名單
更新日期:2014年5月6日
註釋：國旗表示球員在國際足聯資格規則定義的國家隊。球員可能擁有一個以上非國際足聯國籍。
| 號碼 |                        | 位置 | 球員   |
| ---- | ---------------------- | ---- | ------ |
| 1    | 朝鲜民主主义人民共和国 | 门将 | 朱光民 |
| 2    | 朝鲜民主主义人民共和国 | 后卫 | 張光榮 |
| 3    | 朝鲜民主主义人民共和国 | 后卫 | 張成赫 |
| 5    | 朝鲜民主主义人民共和国 | 门将 | 李明學 |
| 6    | 朝鲜民主主义人民共和国 | 前锋 | 金哲明 |
| 7    | 朝鲜民主主义人民共和国 | 中场 | 金京一 |
| 8    | 朝鲜民主主义人民共和国 | 前锋 | 李赫   |
| 9    | 朝鲜民主主义人民共和国 | 中场 | 朴成哲 |
| 10   | 朝鲜民主主义人民共和国 | 中场 | 李赫哲 |
| 11   | 朝鲜民主主义人民共和国 | 前锋 | 朴哲民 |
| 12   | 朝鲜民主主义人民共和国 | 中场 | 李鎮赫 |
| 15   | 朝鲜民主主义人民共和国 | 前锋 | 楊俊赫 |

| 號碼 |                        | 位置 | 球員   |
| ---- | ---------------------- | ---- | ------ |
| 16   | 朝鲜民主主义人民共和国 | 前锋 | 朴哲俊 |
| 17   | 朝鲜民主主义人民共和国 | 后卫 | 盧學洙 |
| 18   | 朝鲜民主主义人民共和国 | 前锋 | 金琴哲 |
| 19   | 朝鲜民主主义人民共和国 | 前锋 | 金哲   |
| 20   | 朝鲜民主主义人民共和国 | 前锋 | 徐琴一 |
| 21   | 朝鲜民主主义人民共和国 | 门将 | 李哲鎮 |
| 22   | 朝鲜民主主义人民共和国 | 中场 | 李光赫 |
| 25   | 朝鲜民主主义人民共和国 | 中场 | 姜元明 |
| 26   | 朝鲜民主主义人民共和国 | 后卫 | 徐金成 |
| 27   | 朝鲜民主主义人民共和国 | 后卫 | 姜國哲 |
| 30   | 朝鲜民主主义人民共和国 | 前锋 | 鄭日冠 |

## 著名球员
参加2005年世界少年足球錦標賽和2007年U20世界盃足球賽的球员。
- 安哲赫
- 郑哲民
- 金京一
- 朴哲民
- 朴成哲
- 尹明成
- 崔金哲

## 榮譽

### 國内盃賽
- 萬景台獎運動會

冠軍（2）：2013, 2016
亞軍（1）：2018
- 普天堡火炬獎運動會

亞軍（1）：2015
- 火炬盃

 冠軍（1）：2022

### 亞洲賽事
- 亞足聯主席盃

亞軍（1）：2014